# Pomazánka
Pomazánka je v gastronomii směs, která se maže na chleba, pečivo nebo toasty a může se použít také na obložené chlebíčky. Jejím základem je obvykle tvaroh nebo jiný tuk (například máslo), do něhož se přimíchají další ingredience – kromě potraviny, které obvykle dají konkrétní pomazánce název a charakteristickou chuť (například křen v případě křenové pomazánky) se často jedná o sůl, různé druhy zeleniny nebo na malé kousky nakrájený salám.